# Eagle Island (Antarktika)
Eagle Island (aus dem Englischen sinngemäß übersetzt Adler-Insel, spanisch Isla Aguila bzw. Isla Águila) ist eine 8 km lange, 6 km breite und bis zu 560 m hohe Insel vor der Einfahrt zur Duse Bay an der Südseite der Trinity-Halbinsel am nördlichen Ende der Antarktischen Halbinsel. Sie ist die größte der sechs Inseln der Inselgruppe Islas Águila, die zwischen der Trinity-Halbinsel und der Vega-Insel liegt. Von der Yatrus Promontory an der Festlandküste ist die Insel durch die Aripleri-Passage getrennt.
Entdeckt wurde die Insel vermutlich durch eine von Johan Gunnar Andersson geleitete Mannschaft bei der Schwedischen Antarktisexpedition (1901–1903) unter der Leitung Otto Nordenskjölds. Der Falkland Islands Dependencies Survey (FIDS) kartierte sie 1945 und benannte sie nach der Eagle, einem 1902 unter dem Namen Sophie in Norwegen gebauten Robbenfänger, der dem FIDS für Forschungsfahrten zur Verfügung stand.